# Lois sacrées de la plèbe
Droit romain et lois romaines
Leges Valeriae Publicolae
(509 av. J.-C.) Lex Cassia agraria
(486 av. J.-C.)
Les Lois sacrées de la plèbe (en latin : Leges Sacratae) sont proclamées entre 494 et 492 av. J.-C., à la suite de la première sécession de la plèbe. Par ces promulgations unilatérales, les plébéiens se dotent de moyens de défense contre les pouvoirs arbitraires des consuls et des patriciens, moyens incarnés par les tribuns de la plèbe, les édiles plébéiens et leurs assistants.

## Contexte
Après la chute de la monarchie, tous les pouvoirs passent aux mains d'une nouvelle élite qui formera le patriciat, à travers une nouvelle magistrature collégiale, le consulat. On passe alors d'un système monarchique à un système oligarchique. Cette redistribution inégalitaire des pouvoirs provoquent des tensions régulières et croissantes entre les plébéiens et les patriciens.
Pendant la première décennie de la République romaine, une succession de guerres extérieures fait passer les conflits internes au second plan. Mais en 495 av. J.-C., les tensions entre plébéiens et patriciens se cristallisent autour du problème de l'endettement qui touchent de plus en plus de citoyens. Les plébéiens s'opposent alors à la levée de l'armée et finissent par quitter Rome.

## Les lois sacrées

### Le serment des plébéiens (494-493)
Les insurgés plébéiens se regroupent sur une colline qu'ils consacrent à Jupiter, baptisée le Mons Sacer, et procèdent à des cérémonies à caractère religieux aux termes desquelles ils se lient par serment, se donnant des tribuns pour les représenter et jurant de les défendre contre toutes atteintes physiques. Ils définissent ainsi le caractère inviolable ou sacrosaint (sacrosancti) des tribuns. Dans un premier temps, les tribuns utilisent ce statut pour bloquer l'action d'un magistrat en interposant leur personne entre le citoyen menacé et les licteurs envoyés par les magistrats et chargés de son arrestation. Selon une première tradition, seuls deux tribuns sont nommés en 493 av. J.-C., un Albinius et un Sicinius ou Licinius, mais une autre tradition donne cinq noms,,. La divergence des sources antiques sur les noms de ces premiers tribuns conduit à une liste de six noms hypothétiques : Lucius Albinius Paterculus, Lucius Iunius Brutus, Caius Licinius, Publius Licinius, Lucius Sicinius Vellutus et Caius Viscellius Ruga.

« [...] les conditions auxquelles on s'arrêta furent que le peuple aurait ses magistrats à lui ; que ces magistrats seraient inviolables ; qu'ils le défendraient contre les consuls, et que nul patricien ne pourrait obtenir cette magistrature. »

— Tite-Live, Histoire romaine, II, 33, 1
Le serment ainsi prononcé est considéré par les plébéiens comme une lex sacrata qui déclare sacer celui qui l'enfreint et qui est elle-même tenue pour sacrée. De par son statut, cette loi ne peut être abrogée,. Selon les auteurs antiques, le serment prononcé lie les plébéiens mais également les patriciens qui acceptent les conditions afin de rétablir la concorde, Tite-Live évoque les termes d'une « réconciliation ». En ce cas, les leges sacratae peuvent être considérées comme un traité, une sorte de fœdus, passé entre les plébéiens et les patriciens et qui prévoit une exception dans le droit romain. Cette interprétation est nuancée par les historiens modernes qui pensent que le serment ne concerne et n'engage d'abord que les plébéiens révoltés et que les conditions qu'il pose sont plus tard intégrées de façon implicite au droit romain sans que cette intégration n'ait laissé de trace dans les sources antiques.

### LaLex Icilia(492)
Selon Denys d'Halicarnasse, l'année suivante, en 492 av. J.-C., les tribuns nouvellement créés interrompent les consuls Titus Geganius Macerinus et Publius Minucius Augurinus lors d'un discours devant le peuple durant lequel ils présentent les décisions du Sénat à propos d'une famine et de la création controversée d'une colonie. Le débat tourne rapidement au chaos. Le lendemain, les plébéiens complètent alors les termes des premiers serments par la lex Icilia, ou lex Sicinia, du nom du tribun Spurius Sicinius ou Icilius, elle aussi considérée comme sacrée, qui ajoute les offenses verbales à l'encontre d'un tribun comme condamnables au même titre que les actes de violence physique,,. Selon l'auteur antique, le contrevenant est condamné à payer une amende. La condamnation est muée en peine de mort si l'amende n'est pas réglée, les biens du condamnés sont alors saisis et consacrés.
Seul Denys d'Halicarnasse rapporte l'évènement et ses conséquences, en des termes qui paraissent anachroniques et inexacts, transposant des notions de droits du Ier au Ve siècle av. J.-C. De plus, l'année précise est incertaine, 492 ou 470, et reste discutée dans les deux cas. Néanmoins, l'interdiction d'interrompre un tribun pendant son discours, que ce soit par la force ou par des attaques verbales, est réelle et attestée plus tard sous la République. Le récit de Denys d'Halicarnasse paraît également douteux quand il avance la peine appliquée au contrevenant, une simple amende qui peut être contestée. Des affaires postérieures, où les accusés risquent la peine capitale, contredisent ce point.

## Conséquences
Avec la création du tribunat de la plèbe, la plèbe tente de se donner les moyens de se défendre contre l'usage abusif des pouvoirs consulaires par les patriciens. Mais le tribun de la plèbe n'est pas l'égal des magistrats républicains, il ne dispose pas de l'imperium par exemple. Il n'est pas élu avec un mandat et n'est pas le représentant des plébéiens dans le sens où il n'a pas à rendre compte de ses actes. Ses droits d'opposition (intercessio) et d'assistance (auxilium) permettent aux plébéiens d'équilibrer en partie les pouvoirs des consuls mais se révèlent en fait inefficaces dans les années suivantes étant donné que le droit d'intercessio d'un tribun s'applique également sur les actions d'un autre tribun, ce qui donne aux patriciens le loisir de paralyser l'action tribunicienne s'ils parviennent à s'allier l'un des tribuns.
L'interdiction d'interrompre un tribun de la plèbe une fois qu'il a pris la parole font des discours publics une des principales armes des tribuns. Mais le serment demeure unilatéral et la légalité des institutions plébéiennes ainsi créées n'est pas reconnue par les patriciens. Il faut attendre 471 et la Lex Publilia pour que le tribunat plébéien soit reconnu par le patriciat, lorsque les élections des tribuns sont officiellement confiées aux comices tributes.